# Arbetslivskriminalitet
Arbetslivskriminalitet är medvetna förfaranden där en verksamhetsutövare, själv eller tillsammans med andra, bryter mot regler eller avtal i arbetslivet på bekostnad av arbetstagarna, andra företag eller det allmänna.
De allvarligaste fallen av arbetslivskriminalitet omfattar brottslighet, såsom vissa former av människohandel, människoexploatering, arbetsmiljöbrott, vissa bidragsbrott och skattebrott, vissa brott mot utlänningslagen och viss ekonomisk brottslighet. Även brott mot andra lagar, förordningar och myndighetsföreskrifter kan utgöra arbetslivskriminalitet, liksom avtalsbrott. För att ett förfarande ska utgöra arbetslivskriminalitet ska det röra arbetslivet.
Arbetsmiljöverket gör bedömningen att antalet företag som systematiskt bryter mot arbetsmiljöregelverket för att få konkurrensfördelar ökar i Sverige.
Byggsektorn bedöms av ansvariga myndigheter som särskilt utsatt för arbetslivskriminalitet. Parterna i sektorn sjösatte därför Byggmarknadskommissionen 2020 i syfte att kartlägga och analysera kriminalitet inom byggsektorn samt föreslå åtgärder för att komma till rätta med dessa företeelser.
Att problemen med exploatering av arbetskraft och andra former av arbetslivskriminalitet är särskilt stora i bygg- och anläggningsbranschen bekräftas av en studie av kollektivavtalens efterlevnad och "vita  fläckar" i olika branscher. En växande del av byggsektorns anställda finns hos underleverantörer som ibland förekommer i långa kedjor. Det är här som risken för arbetslivskriminalitet är som störst. Särskilt utsatta är arbetstagare från andra länder, bland annat till Sverige utstationerade byggnadsarbetare. Byggsektorn har en hög kollektivavtalstäckning (cirka 87 procent av de anställda omfattas av kollektivavtal), men kollektivavtal är ingen garanti mot arbetslivskriminalitet eftersom avtalen långt ifrån alltid efterlevs. Andra branscher med stora problem är bärplocknings-, skogsvårds-, städ- och åkeribranscherna.  
Regeringen Andersson gav 2017 åtta myndigheter i uppdrag att samverka och genomföra gemensamma kontroller mot arbetslivskriminalitet. Det arbetet utvecklades 2022 genom inrättandet av särskilda regionala center mot arbetslivskriminalitet (AKC). Juli 2022 presenterade bostads- och biträdande arbetsmarknadsminister Johan Danielsson en nationell strategi med 45 åtgärder mot arbetslivskriminalitet.
Norge har sedan flera år tillbaka ett utvecklat arbete mot arbetslivskriminalitet med regionala center och en nationell strategi.